# Yangjie Xiang
Yangjie Xiang (kinesiska: 羊街, 羊街乡) är en socken i Kina. Den ligger i provinsen Yunnan, i den sydvästra delen av landet, omkring 180 kilometer sydost om provinshuvudstaden Kunming.
Genomsnittlig årsnederbörd är 1 031 millimeter. Den regnigaste månaden är juli, med i genomsnitt 202 mm nederbörd, och den torraste är februari, med 19 mm nederbörd.